# Nguila-Baboute
Pour les articles homonymes, voir Nguila et Baboute.
Nguila-Baboute est un village du Cameroun situé dans la région du Centre et le département du Mbam-et-Kim. Il fait partie de la commune de Ntui.

## Population
En 1964 le village comptait 431 habitants, principalement Baboute.
Lors du recensement de 2005, on y dénombrait 1 460 personnes.